# صندوق نوآوری و شکوفایی
صندوق نوآوری و شکوفایی یکی از سازمان‌های وابسته به نهاد ریاست‌جمهوری ایران است که در جهت تجاری‌سازی نوآوری‌ها و اختراعات، کاربردی نمودن دانش و دستاوردهای پژوهشی و تکمیل زنجیرهٔ ایده/محصول/بازار، به حمایت و پشتیبانی از شرکت‌های دانش‌بنیان می‌پردازد. و همچنین وام ارزی

## پیشینه
قانون حمایت از شرکت‌ها و مؤسسات دانش‌بنیان و تجاری‌سازی نوآوری‌ها و اختراعات با توجه به اصل ۱۲۳ و نیز اصل ۴۴ قانون اساسی جمهوری اسلامی ایران در سال ۱۳۸۹ توسط مجلس شورای اسلامی تصویب شد. آیین‌نامهٔ اجرایی قانون مذکور در ۲۱ آبان ۱۳۹۱ توسط هیئت وزیران تصویب شد. طبق مادهٔ ۵ این قانون، صندوق نوآوری و شکوفایی در اواخر سال ۱۳۹۱ پایه‌گذاری شد.
هدف صندوق آن است که به‌عنوان یک نهاد توسعه‌ای با حمایت از حوزه‌های دانش‌بنیان و فناوری‌های برتر، در رونق اقتصادی کشور نقش داشته باشد.
بر اساس قانون، سرمایهٔ اولیه صندوق نوآوری ۳۰ هزار میلیارد ریال است و باید هر سال نیم درصد بودجه عمومی کشور به صندوق نوآوری و شکوفایی پرداخت شود؛ اما تاکنون این مورد محقق نشده‌است.
صندوق نوآوری و شکوفایی از نظر حقوقی مستقل است و به وزارت‌خانه‌ها، دستگاه‌ها و سازمان‌های کشور (ازجمله وزارت علوم، تحقیقات و فناوری و معاونت علمی، فناوری و اقتصاد دانش‌بنیان) وابستگی ندارد.
اواخر سال ۱۳۹۵ با تصویب هیئت وزیران، این صندوق در حکم مؤسسه عمومی غیردولتی به احتساب آمد.

## رؤسای هیئت عامل
در سال ۱۳۹۱ حمیدرضا رزاقی از سوی رئیس‌جمهور وقت، محمود احمدی‌نژاد، به‌عنوان اولین رئیس هیئت عامل صندوق نوآوری و شکوفایی منصوب شد. حسن روحانی در سال ۱۳۹۲ طی حکمی بهزاد سلطانی را به‌عنوان دومین رئیس هیئت عامل این صندوق منصوب کرد. پس از سلطانی در مهر سال ۱۳۹۷ علی وحدت، طی حکمی از سوی رئیس‌جمهور، به ریاست هیئت عامل صندوق نوآوری و شکوفایی منصوب شد. سید ابراهیم رئیسی در تاریخ ۲۲ فروردین ۱۴۰۲ طی حکمی محمدصادق خیاطیان را به عنوان مدیرعامل صندوق نوآوری و شکوفایی منصوب کرد.

## هیئت امنا
- رئیس‌جمهور (رئیس هیئت امنا)
- معاون علمی، فناوری و اقتصاد دانش‌بنیان رئیس‌جمهور (نایب‌رئیس هیئت امنا)
- وزیر امور اقتصادی و دارایی
- وزیر دفاع و پشتیبانی نیروهای مسلح
- وزیر ارتباطات و فناوری اطلاعات
- وزیر علوم، تحقیقات و فناوری
- وزیر بهداشت، درمان و آموزش پزشکی
- وزیر صنعت، معدن و تجارت
- وزیر جهاد کشاورزی
- چهار نفر از اعضای كميسيون‌های آموزش و تحقيقات، صنايع، اقتصاد و كشاورزی به انتخاب نمایندگان مجلس، به عنوان ناظر[۹] که در حال حاضر روح‌الله ایزدخواه، محمد رستمی، احسان عظیمی راد و علیرضا عباسی در این جایگاه قرار دارند.[۱۰]

## هیئت عامل
- محمدصادق خیاطیان (رئیس هیئت عامل)
- یاسر عرب‌نیا
- سعید شوال‌پور
- مصطفی قانعی
- محمدسعید جبل‌عاملی
- محمدسعید سرافراز
- مصطفی زمانیان

## تسهیلات
خدمات صندوق نوآوری و شکوفایی شامل تسهیلات، ضمانت‌نامه، سرمایه‌گذاری و توانمندسازی است. تمامی شرکت‌ها و مؤسساتی که از سوی کارگروه ارزیابی و تشخیص صلاحیت شرکت‌ها و مؤسسات دانش‌بنیان تأییدیه دانش‌بنیانی برای محصول یا محصولات خود دریافت کنند، مشمول حمایت‌های صندوق نوآوری و شکوفایی خواهند بود.
مطابق اعلام مقامات صندوق (در سال ۱۴۰۱) برای ثبت اختراعات خارج از کشور از سوی صندوق تسهیلاتی تا سقف ۲۰۰ میلیون تومان بلاعوض پرداخت می‌شود. برای دریافت CE مبلغ ۲۰۰ میلیون تومان، برای ثبت اختراع در آمریکا ۲۰۰ میلیون تومان و برای حضور در نمایشگاه‌های بین‌المللی ۱۵۰ میلیون تومان پرداخت می‌شود. صندوق نوآوری و شکوفایی در سال ۹۶ به میزان ۲۲۵ میلیارد تومان به شرکت‌ها تسهیلات ارائه کرده و این میزان در سال ۹۸ به ۲۸۷۲ میلیارد تومان و در سال ۹۹ به میزان ۵۳۸۸ میلیارد تومان رسیده‌است. میزان تسهیلات اعطایی از سوی صندوق نوآوری و شکوفایی در سال ۱۴۰۰ برابر ۴۷۰۹ میلیارد تومان است که برای اعطای این میزان تسهیلات علاوه بر اعتبارات صندوق، اعتبارات بانک‌ها نیز به کار گرفته شده و در سال ۱۴۰۱، دوازده بانک برای حمایت از شرکت‌های دانش‌بنیان با صندوق همکاری دارند. از آذرماه سال ۹۷ تا پایان اسفند ۱۴۰۰ تعداد ۳ هزار و ۳۳۴ فقره ضمانت‌نامه به مبلغ ۷۰۹۶ میلیارد تومان از طریق بانک‌های عامل صادر شده‌است و با دریافت این ضمانت‌نامه‌ها، شرکت‌های دانش‌بنیان موفق به انعقاد بیش از ۳۵ هزار و ۴۸۰ میلیارد تومان قرارداد با دستگاه‌های اجرایی و کارفرمایان دولتی شدند.